# ناحیه کورنگی
ناحیه کورنگی (به انگلیسی: Korangi District) یک منطقهٔ مسکونی در پاکستان است.